# Antaplaga biundulata
Antaplaga biundulata är en fjärilsart som beskrevs av Smith 1893. Antaplaga biundulata ingår i släktet Antaplaga och familjen nattflyn. Inga underarter finns listade i Catalogue of Life.